# Алфред Бине
Алфред Бине (фр. Alfredо Binetti; 8. јул 1857, Ница — 18. октобар 1911, Париз) био је француски психологкоји је измислио први практичан тест интелигенције, Бине-Симонову скалу. Његов главни циљ је био да идентификује ученике којима је била потребна посебна помоћ да се снађу у школском програму.

## Биографија
Алфред Бине је био једино дете у породици. Његов отац је био по занимању лекар а мајка уметница. Они су се развели када је Бине био веома млад, након чега се он преселио са својом мајком у Паризу где је завршио Правну школу. Иако је стекао дозволу да студира Право (1878) он је ипак одлучио да крене стопама свог оца и упише Медицину. Међутим, убрзо је његов интерес за психологију постао битнији од завршетка медицинских студија.
Бине је провео неколико година читајући и изучавајући књиге Чарлса Дарвина, Александра Бејна и других, те је на неки начин постао самообразовани психолог. Бине је објавио свој први чланак о хипнози 1880. , мада је чланак лоше прихваћен. Након тога, 1883. Бине је упознао Шарла Фера, који га је упознао са Жан-Мартеном Шарком, директором болнице „Салпетријер“ (фр. Salpêtrière). Шарко је постао његов ментор, а за узврат је Бине прихватио посао у његовој болници. Шарко је извршио велики утицај на Бинеа, који је објавио четири чланка о хипнози и животињском магнетизму. Након што је провео седам година радећи тамо, Бине је безусловно прихватио сваки Шарков рад на истраживањима о хипнози. Нажалост, Шаркова истраживања нису била одобрена од стране научних испитивања и Бине је био осрамоћен због тога што је подржавао рад свог ментора.
Бине и његов сарадник Фер су открили оно што су назвали трансфером, и такође препознали перцептивну и емоционалну поларизацију.
Трансфер је био концепт у ком је било пријављено да хипнотизирани пацијенти могу да пренесу покрет, као што је подизање руку, на другу страну тела уз помоћ магнета.
Перцептивна поларизација је значила да је постојећа перцепција могла да се промени у поларну супротност од произведеног магнета и супротних емоција у емоционалној поларизацији.
Бине и Фер су мислили да је њихов проналазак феномен и да је од великог значаја. Међутим, након истраге од стране многих психолога, њих двојица су морали да признају да су њихови концепти трансфера и поларизације били погрешни. Бине је претрпео велико разочарење јер је доста труда уложио на своје експерименте и њихове резултате.
Године 1883. , Бине се оженио Лауром Балбијани. Имали су две кћерке, Маделину и Алису, рођене 1885. и 1887.
Бине је уз помоћ својих кћерки започео изучавање когниције. Оно што је фасцинирало Бинеа биле су разлике између девојчица. Он је осмислио разне тестове за њих две, и закључио да је Маделина, старија кћерка, учила и одговарала другачије од Алисе.
Ово истраживање је помогло Бинеу у разумевању појмова сугестибилности и пажње, што га је довело до изучавања о разликама личности и мерења интелигенције.
Након две деценије, Бине је 1892. продуктивно објављивао на пољу психологије. Био је награђен докторатом из природних наука од „Сорбоне“. Он је постао директор лабораторије физиолошке психологије у Сорбону 1894. , и тамо је упознао Теодора Симона, који је почео да ради докторска истраживања под Бинеовим надзором.
Бине је основао први француски часопис из психологије, „Психолошке године“ (фр. L'année psychologique) , 1895. Он је, такође, објавио чланак 1903. који је био базиран на резултатима из стандардних тестова које је примењивао на своје кћерке.
Бине и Симон су почели да раде на тесту који је указивао на проблеме приликом учења код деце. Резултат овог рада била је Бине-Симонова скала интелигенције. Последња ревизија теста интелигенције, којег су Бине и Симон развили, је објављена 1911. Бине је преминуо пре него што је ова ревизија била завршена.

## Психолошки допринос
Иако је Бине продуктивно објављивао своје радове из области психологије, почећи од неславног рада о проучавању хипнозе, настављајући са експерименталним истраживањима из разних области когниције, ипак је најпознатији по томе што је развио тестове интелигенције.

## Бине и шах
Године 1894. , Бине је применио једно од првих психолошких истраживања у шаху. Он је истраживао когнитивна својства шаховских мајстора. Бине је сматрао да шах зависи од феноменолошких квалитета визуелне меморије. Међутим, након проучавања извештаја о мајсторским учесницима, закључио је да је меморија била само један од делова ланца когниције укљученог током игре.
У експерименту су учесници били везаних очију, и морали су да играју шах на основу меморије. Откривено је да су само шаховски мајстори могли да играју успешно, без гледања у шаховску таблу по други пут. За аматере и средње играче ово је био немогућ задатак.
Даље је било закључено да су искуство, имагинација, и памћење апстрактног и конкретног били неопходни за добар мајсторски шах.

## Тестови интелигенције
Године 1904. , Француска влада је замолила групу психолога да развију тест намењен процени интелектуалних способности, односно нивоа интелектуалног развоја, како би идентификовали децу са посебним потребама. Бине и Симон су креирали тест назван „Нове Методе за Дијагностиковање стања Идиотизма, Малоумности и Моронства“ (енгл. New Methods for Diagnosing Idiocy, Imbecility, and Moron Status).
Тест је укључивао више задатака који су одређивали способности деце базираних на узрасту деце. Један од најлакших задатака на тесту је био праћење објекта очима. Један од изазовнијих задатака је био понављање дугог низа случајних бројева из меморије.
Бине је одувек био свестан, још од ранијих проучавања својих кћерки, да интелигенција није једноставна квантитивна мера, већ да испољава изузетну разноврсност. Он је сматрао да бити интелигентан значи добро расуђивати, добро разумети и добро и правилно мислити.
Бине и Симон су свој тест употребили на узорку од 50 деце, који су радили задатке намењене свом узрасту. Задаци у тесту су били разноврсни – њима се испитивало богатство дечјег речника, разумевање апсурдних ситуација, способност детета да дефинише појмове, да запамти непосредно дате садржаје, тумачи слике, решава проблеме, увиђа сличности и разлике.
На основу постигнутих резултата на тесту долазило се до података о умном узрасту детета (УУ). Уколико дете са успехом реши групу задатака који су намењени деци од пет година, сматра се да је на умном узрасту од пет година. Ако то дете има пет година, закључује се да је интелектуално развијено као сва нормална деца његовог узраста. Ако дете има само четири године, то је знак да је у интелектуалном погледу за годину дана испред својих вршњака. Међутим, уколико има шест година, то значи да за својим вршњацима у интелектуалном развоју заостаје годину дана. На тај начин се поређењем умног узраста (УУ) и календарског узраста (КУ) добија информација о нивоу интелектуалног развоја детета. Овако измерене способности изражавају се количником интелигенције, односно коефицијентом интелигенције - IQ . Коефицијент интелигенције је величина која се добија када се умни узраст подели са календарским узрастом па се овако добијени количник помножи са 100.
Урађене су бројне ревизије Бине-Симонове скале, од којих је најпознатија ревизија америчког психолога Луиса Термана под називом Станфорд-Бинеова скала.
Управо због тога што Бине није формално студирао на факултету, његов рад на интелигенцији је сматран изванредним. Станфорд-Бинеов тест, који је базиран на Бинеовом раду, и који и даље носи његово име, је широко примењиван након његове смрти. Бине је константно упозоравао да интелигенција никада не може бити одређена само једним тестом. Осим тога, он је наглашавао да је интелигенција субјективна; особа може постићи натпросечне резултате из једне области, али да подбаци у некој другој области из датог теста. Он је, такође, расправљао о томе да појединци уче на различите начине, и да на људе могу утицати спољашњи фактори као што су њихови вршњаци, колеге и целокупно друштво у коме се крећу.